# Spalla cotta
La spalla cotta è un salume ricavato dalla zampa anteriore del maiale che prende appunto il nome di spalla, mentre dalla zampa posteriore si ricava il prosciutto.

## Descrizione
La spalla del maiale, che è taglio di carne ricco di tendini e nervi si differenzia dalla parte da cui si ricava il prosciutto per la presenza di un osso centrale che praticamente la separa in due parti, la scapola, mentre la parte da cui si ricava il prosciutto è interessata soltanto dall'osso cilindrico del femore.
La presenza di quest'osso rende molto difficile la sua stagionatura, per cui la spalla cruda è una specialità che non è molto diffusa ed è prodotta solo da pochissimi artigiani; più famosa è la versione cotta che può essere preparata sia nella sua forma sgrassata per fare il cotto di spalla o in quella integrale che è appunto la Spalla Cotta.

## Storia

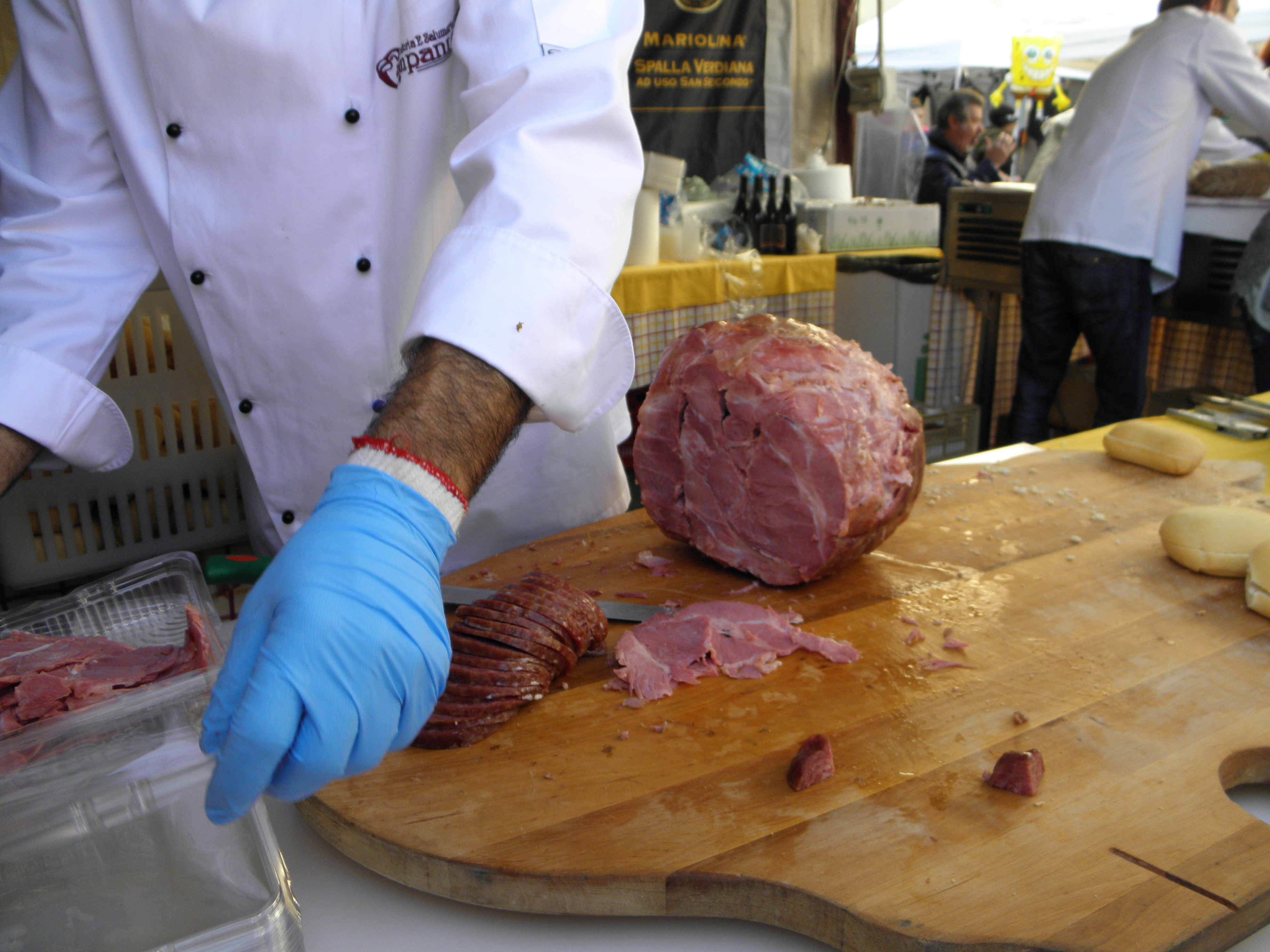
Spalla cotta di San Secondo calda usata come farcitura di panini, Sissa, November Porc 2015.

L'origine di questo salume affonda nell'epoca medioevale, la sua esistenza è infatti certificata già nel 1170 in un atto notarile del parmense

## Usi gastronomici
La spalla cotta può essere servita sia calda, sia fredda, tagliata spesso a mano, accompagnata con contorni tipici della regione di produzione.

## Spalle cotte tipiche

### Spalla cotta di San Secondo
Fra le più antiche specialità del parmense vi è la Spalla di San Secondo che è presente sia nella versione cruda che cotta. Generalmente viene servita calda tagliata a coltello, accompagnata dalla torta fritta. La spalla cotta di San Secondo era uno dei salumi preferiti di Giuseppe Verdi, che amava regalarla a amici e dare consigli su come meglio cucinarla.

### Spalla cotta di Filattiera
È famosa la spalla cotta di Filattiera, prodotta nell'omonimo comune della Lunigiana e uno dei presidi Slow Food della Lunigiana. La spalla cotta di Filattiera si accompagna tradizionalmente con i fagioli borlotti conditi con olio, sale e aglio.